# アルベール・コレー
アルベール・コレー (Albert J. Coray、1878年 - 1926年)は、フランスの陸上競技選手。1904年セントルイスオリンピックに出場。マラソンと4マイル団体レースに出場し両種目で銀メダルを獲得。
この大会の記録で、コレーはシカゴ陸上競技連盟のユニフォームを着たフランス人であったが、国際オリンピック委員会の記録では彼のマラソンの記録はフランスではなくアメリカが獲得したものとして、その反対に4マイル団体レースで取ったメダルはアメリカではなく、シカゴACが中心となった混合チームが獲得したものとして記録されている。